# Berga (Kyffhäuser)
Pour les articles homonymes, voir Berga (homonymie).
Berga est une commune allemande de l'arrondissement de Mansfeld-Harz-du-Sud, Land de Saxe-Anhalt.

## Géographie
Berga se situe sur la Thyra. Le lac de Kelbra et le Kyffhäuser se trouvent au sud.
La commune comprend les quartiers de Berga, Bösenrode et Rosperwenda.
| Görsbach           | Südharz |                     |
|                    | Berga   |                     |
| Heringen-sur-Helme |         | Kelbra (Kyffhäuser) |

La gare de Berga-Kelbra se trouve sur la ligne de Halle à Hann. Münden.

## Histoire
Le 5 février 985, le roi Otton III offre une ferme dans la "montagne" ("Berg") à l'abbesse Mathilde de Quedlinbourg. Quelques jours plus tôt, le 28 janvier 985, le document est établi, mais n'est pas complété par la signature.
Le 22 février 1945, le train express D 190 Leipzig-Cologne est attaqué près de Berga par des avions volant à basse altitude. 41 passagers sont tués.
Le 12 avril 1945, 5 soldats de la Wehrmacht qui défendent la gare sont tués lors de la réponse de l'armée américaine.

## Personnalités liées à la commune
- Johann Arnold Zeitfuchs (1671−1742), chroniqueur et théologien.
- Johann Gottlob Leidenfrost (1715-1794), médecin et théologien.
- Heinrich Bleichrodt (en) (1909-1977), officier de marine.
- Fritz Führ (né en 1934), agronome.